# مدفف

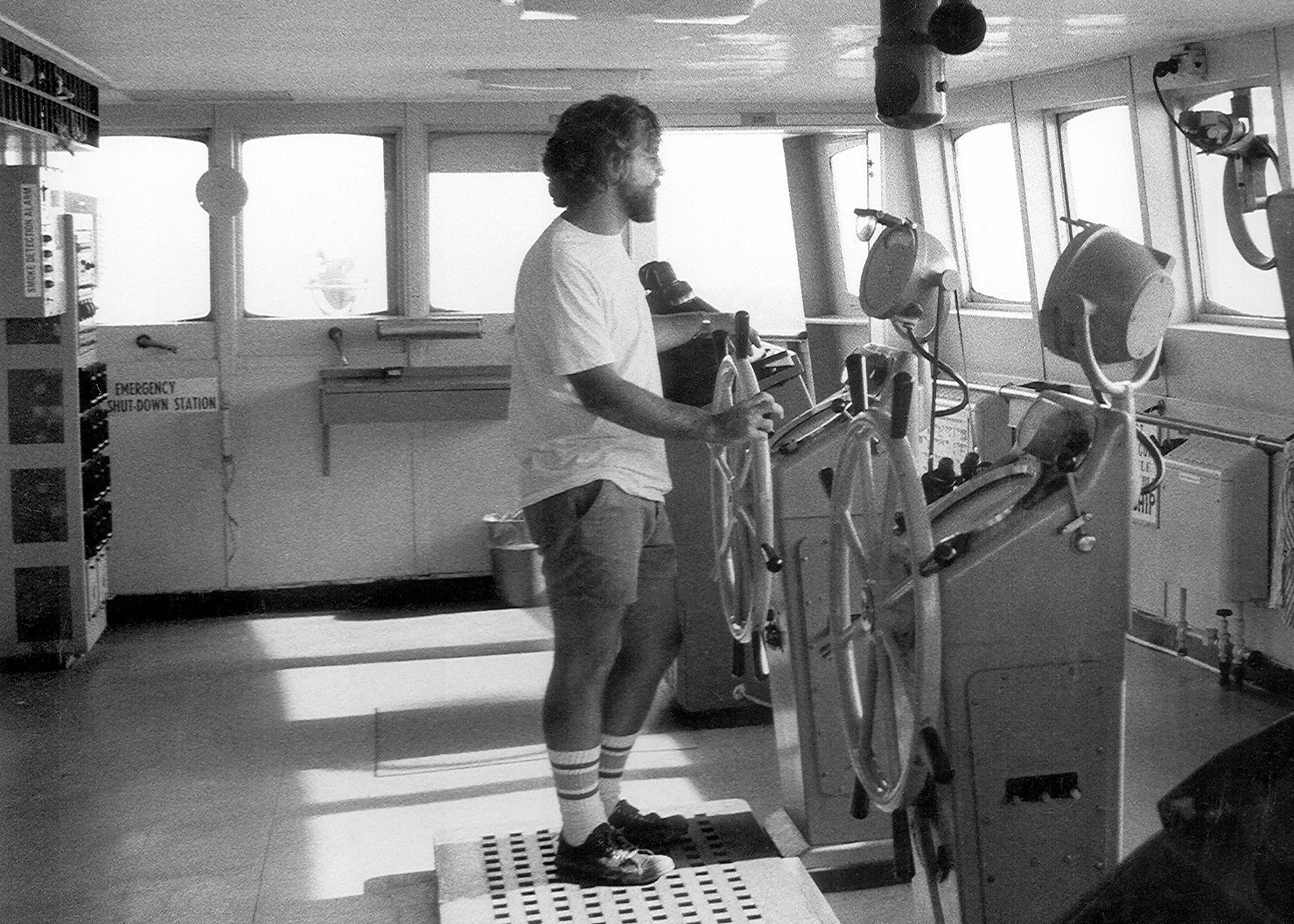
يحتوي جسر سفينة الشحن الموضح هنا على منصتي توجيه. هذا التكرار هو إجراء أمان في حالة فشل إحدى آليات التوجيه التي تتحكم في دفة السفينة.

المُدَفِّف أو قائد الدفة هو الشخص الذي يقود سفينة أو قاربًا شراعيًا أو غواصة أو أي نوع آخر من السفن البحرية أو المركبات الفضائية. قد تختلف رتبة وأقدمية المُدفف: على السفن الصغيرة مثل سفن الصيد واليخوت ، تُجمع وظائف المُدفف ووظائف الربان؛ على السفن الأكبر حجمًا يوجد ضابط منفصل عن المراقبة يكون مسؤولاً عن الملاحة الآمنة للسفينة ويعطي الأوامر للمدفف الذي يوجه السفينة فعليًا وفقًا لتلك الأوامر.